# Gborplay (klan, lat 7,23, long -8,48)
Gborplay är en klan i Liberia.   Den ligger i regionen Nimba County, i den nordöstra delen av landet, 280 km öster om huvudstaden Monrovia.